# Hans-Jürgen von Hößlin
Hans-Jürgen von Hößlin (* 27. Februar 1937 in Augsburg) ist ein deutscher Flottillenadmiral außer Dienst der Deutschen Marine der Bundeswehr.

## Leben
Hans-Jürgen von Hößlin trat nach dem Abitur 1957 am 1. September 1957 in die Bundesmarine ein (Crew IX/57). Als Oberleutnant zur See war er von November 1963 bis September 1964 Kommandant des Schnellbootes Alk, ein Schnellboote der Jaguar-Klasse.
Er nahm von 1968 bis 1970 am 10. Admiralstabslehrgang an der Führungsakademie der Bundeswehr in Hamburg teil.
Als Fregattenkapitän war er von Anfang April 1973 bis Ende Juni 1974 Erster Offizier auf der Hessen.
Vom 1. Januar 1977 bis 28. September 1978 war er Kommandant der Schleswig-Holstein. Anschließend übernahm er, nun als Kapitän zur See, bis September 1980 das 2. Geleitgeschwader bei der Zerstörerflottille. Später wurde er Referatsleiter im Bundesverteidigungsministeriums in Bonn und übernahm 1984 die Leitung der Fachgruppe Führungslehre Marine an der Führungsakademie der Bundeswehr. 1986 wurde er Flottillenadmiral und kam als Direktor für Ausbildung und Lehre an die Führungsakademie der Bundeswehr. Vom 1. April 1991 bis 31. Dezember 1994 war er Stellvertretender Befehlshaber des Wehrbereichs VIII.
Von Hößlin ist geschieden, evangelisch und hat zwei Töchter sowie einen Sohn.

## Auszeichnungen
- Dezember 1977: Komturkreuz des portugiesischen Ritterordens von Avis
- 15. Januar 1990: Verdienstkreuz am Bande des Verdienstordens der Bundesrepublik Deutschland